# Luis Molina Casanova
Luis Molina Casanova (Ciales, Puerto Rico, 27 de agosto de 1951) es un director, guionista y productor de cine puertorriqueño. Es uno de los cineastas de la isla caribeña más prestigiosos y laureados de los últimos tiempos, destacando en su filmografía documentales y películas que han indagado en la idiosincrasia, la historia o la Literatura de Puerto Rico como La guagua aérea o los Cuentos de Abelardo. Además, su labor académica, desempeñada por más de 40 años en la Universidad del Sagrado Corazón le ha llevado a impartir clases en otras universidades como la Universidad de Guadalajara o Harvard University.
Luis Molina Casanova nació el 27 de agosto de 1965 en el municipio de Ciales, en el seno de una familia con ascendencia de las Islas Canarias. Estudió Administración de Empresas en la Universidad de Puerto Rico antes de entrar a trabajar en la cadena de televisión WIPR-TV(Canal 6) en donde comenzó a trabajar como cámara en diferentes programas culturales de la emisora. 
Más tarde viaja a los EE.UU y trabaja como fotoperiodista para importantes cadenas norteamericanas como la CBS o la NBC. Se traslada a Madrid, donde realiza un máster en Producción y Dirección de Cine. Tras esta experiencia formativa regresa a Puerto Rico y graba varios proyectos documentales relacionados con la cultura. Molina es considerado uno de los grandes documentalistas del país por su labor de difusión de innumerables fragmentos de la vida cultural del país: el desarrollo del tren, la llegada del teléfono o la vida de personajes históricos como Pedro Albizu Campos, Juan Ramón Jiménez o Luis Muñoz Marín. 
Posteriormente entra a formar parte de la plantilla del profesorado de la Universidad del Sagrado Corazón como cineasta residente en el Departamento de Comunicaciones, puesto que hasta la actualidad desempeña. 
Entre otras distinciones es Ciudadano del año 1999 (Club de Leones de San Juan), Reconocimiento especial por su labor cinematográfica (Club de la Biblioteca de la Escuela Superior de la Academia del Sagrado Corazón, 1995) o Medalla de la Virgen de la Candelaria, patrona de las Islas Canarias, por representar a las Islas a nivel mundial (Cabildo de Gran Canaria). Es además Presidente de la Corporación de Producciones Culturales desde 1978 hasta la actualidad.
En el Centro de Bellas Artes (CBA) de Santurce, durante el lanzamiento de su proyecto fílmico número 60, Vivimos para esa noche, la dramaturga y directora teatral Myrna Casas, la empresaria Carmen Junco y el gerente general del CBA, Jetppeht Pérez de Corcho Morgado, realizaron un reconocimiento a las cuatro décadas de trayectoria del cineasta Luis Molina Casanova.
El homenaje fue dedicado por Molina a la memoria de su hermana, Carmen Eneida Molina, fallecida en 2020, quien escribió 56 de sus guiones y editó muchos otros, desde que él comenzó a dar clases en la Universidad del Sagrado Corazón (USC).

## La guagua aérea
En 1993, Molina estrena La guagua aérea, hasta la fecha la película más taquillera del cine puertorriqueño, con una recaudación de más de 1,6 millones de dólares y 538.000 espectadores. Fue estrenada en un vuelo entre Puerto Rico y Nueva York. La misma estuvo nueve meses en cartelera. La obra está inspirada en varios cuentos del escritor y dramaturgo Luis Rafael Sánchez. La película narra el viaje tantas veces realizado por los boricuas entre San Juan y Nueva York a bordo de un avión de la Trans Caribbean Airways, siendo un fiel retrato del drama de la emigración puertorriqueña. Además, la película tiene los alicientes de su humor fácil y directo, y el retrato arquetípico de unos personajes que todavía se pueden reconocer en muchos de los viajes que se realizan entre la capital de Puerto Rico y la ciudad de los rascacielos. En la producción colaboró la Corporación de Producciones Culturales Inc.
Debido al éxito de esta obra se hizo una segunda parte que tuvo por título “El sueño del regreso”. Esta segunda parte fue rodada en diversas localizaciones de Puerto Rico, además de en los Universal Studios de Florida.

## Puerto Rico en Tenderete
Uno de los últimos proyectos de Molina Casanova ha sido la adaptación en Puerto Rico del histórico programa de TVE Canarias Tenderete. El programa comenzó sus emisiones en el 2007, dando así a conocer al mundo lo mejor del folklore y la música típica de Puerto Rico, emulando al programa original de las Islas Canarias.

## Filmografía
| Título                                                                    | Formato    | Año  |
| ------------------------------------------------------------------------- | ---------- | ---- |
| Boleto de ida                                                             | 16mm       | 1983 |
| Luis Muñoz Marín, un hombre, un pueblo, un propósito                      | 16mm       | 1983 |
| Diario de un poeta                                                        | 16mm       | 1985 |
| El teléfono ayer y hoy                                                    | 16mm       | 1988 |
| Allá viene el temporal                                                    | 16mm       | 1988 |
| Cuevas, cavernas y un parque                                              | 16mm       | 1988 |
| Cuentos de Abelardo                                                       | 35mm       | 1990 |
| Albizu vive: cien años de Pedro Albizu Campos                             | Vídeo      | 1991 |
| Serrallés: Más de 100 años de historia de la caña y el ron en Puerto Rico | Vídeo      | 1991 |
| Una Isla en la historia                                                   | 16mm/Vídeo | 1991 |
| Zafra                                                                     | 16mm       | 1991 |
| La farmacia en Puerto Rico                                                | 16mm       | 1992 |
| Chona, la puerca asesina                                                  | 16mm       | 1990 |
| La guagua aérea                                                           | 35mm       | 1993 |
| El sueño del regreso                                                      | 35mm       | 2005 |